# Alan García Pérez
Alan García Pérez (ur. 23 maja 1949 w Limie, zm. 17 kwietnia 2019 tamże) – peruwiański polityk, dwukrotny prezydent Peru, w latach 1985–1990 oraz 2006–2011. Lider Amerykańskiego Rewolucyjnego Sojuszu Ludowego (APRA).

## Życiorys

### Młodość i edukacja
Urodził się w Limie w rodzinie klasy średniej o tradycjach politycznych. Jego ojciec, Carlos García Ronceros, był sekretarzem Amerykańskiego Ludowego Sojuszu Rewolucyjnego (Alianza Popular Revolucionaria Americana, APRA) w czasie rządów prezydenta Manuela Odrii, który zdelegalizował partię. Ojciec był więziony i przez pięć lat przebywał z dala od rodziny.
Naukę pobierał w Colegio Nacional Jose Maria Enguren w dzielnicy Limy, Barranco. Studiował na Papieskim Uniwersytecie Katolickim Peru. W 1971 r. ukończył prawo na Narodowym Uniwersytecie San Marcos. Następnie wyjechał do Europy, gdzie studiował prawo konstytucyjne na Universidad Compultense w Madrycie. W 1973 r. rozpoczął studia z dziedziny socjologii na paryskiej Sorbonie.
Po zakończeniu nauki przez kilka lat mieszkał w Paryżu, jednak w 1978 r., za namową przywódcy APRA Víctora Raúla Haya de la Torre, powrócił do Peru.

### I kadencja prezydencka
Jako kandydat APRA wziął udział w wyborach prezydenckich w roku 1985. W I turze wyborów 14 kwietnia zdobył 45% głosów, pokonując kandydata Zjednoczonej Lewicy, Alfonso Barrantesa. Ponieważ żaden kandydat nie zdobył 50% głosów, niezbędne okazało się przeprowadzenie drugiej tury wyborów. Barrantes jednakże wycofał się z wyborów, wobec czego już 1 czerwca García został ogłoszony prezydentem elektem. 28 lipca 1985 objął urząd prezydenta. W wieku 36 lat był najmłodszym prezydentem w regionie, często nazywanym „Kennedym Ameryki Łacińskiej”. Przejął państwo w fatalnym stanie – w okresie kadencji jego poprzednika wzrosło bezrobocie, zadłużenie i inflacja. W tym czasie rozwinął się też handel narkotykami. W latach 1983–1984 doszło do poważnej fali strajków, równocześnie rozpoczęła się wojna domowa z partyzantami z organizacji Świetlisty Szlak. Program gospodarczy nowo utworzonego rządu Garcíi zakładał odejście od liberalnej polityki poprzedników i przywrócenie reform z okresu istnienia junty wojskowej lat 1968–1975. Postulował rozwój rolnictwa andyjskiego, likwidację bezrobocia, przyznanie państwu wiodącej roli w najważniejszych gałęziach gospodarki, zwalczanie terroryzmu, korupcji i handlu narkotykami.
Pomimo początkowej popularności, rządy Garcíi naznaczone zostały poważnym kryzysem gospodarczym i hiperinflacją. W 1990 osiągnęła ona 7649%, co zdestabilizowało peruwiańską gospodarkę. Z powodu inflacji peruwiańska waluta – sol, została w 1985 r. zastąpiona nową – inti. W czasie kadencji Garcii dochód narodowy na osobę spadł do poziomu sprzed 1960 roku (720 USD), a łączny PKB obniżył się o 20%. Liczba osób żyjących w ubóstwie wzrosła z 42% do 55% w roku 1991.
By przeciwstawić się skutkom kryzysu, znacjonalizował banki i sektor ubezpieczeniowy. Arbitralnie ustalił roczną granicę spłaty zadłużenia zagranicznego nieprzekraczającą 10% PKB, czym doprowadził do krytyki ze strony MFW oraz izolacji kraju na światowych rynkach finansowych. Problemy gospodarcze oraz zubożenie ludności doprowadziły do nasilenia napięć społecznych wewnątrz kraju. Swoją aktywność wzmogły organizacje terrorystyczne i lewicowe partyzantki. Działania zbrojne podejmował Świetlisty Szlak, który przeprowadzał ataki na elektrownie i sieć elektryczną, powodując w ten sposób przerwy w dostawach energii w Limie. Administracja Garcíi próbowała walczyć z terroryzmem i partyzantką, jednak jej działania okazały się niewystarczające. Dodatkowo pod jej adresem wysuwano oskarżenia o łamanie praw człowieka.

### Emigracja i powrót do polityki
W 1992 udał się na emigrację do Kolumbii, a później do Francji. Głównym powodem opuszczenia kraju było wprowadzenie autorytarnych rządów w Peru przez nowego prezydenta Alberto Fujimoriego. Nowa administracja wszczęła przeciw niemu proces, w którym Garcia był oskarżony o przyjęcie milionów dolarów łapówki. Adwokatem Garcíi w Peru był wówczas Jorge del Castillo. Po ucieczce Fujimoriego do Japonii i po 9 latach spędzonych na emigracji, Alan García powrócił w 2001 r. do Peru. W styczniu 2001 r. Sąd Najwyższy oddalił wszelkie zarzuty korupcyjne przeciw Garcíi, przy rekomendacji Międzyamerykańskiego Trybunału Praw Człowieka. García wziął wówczas udział w wyborach prezydenckich. W pierwszej turze głosowania 8 kwietnia zajął drugie miejsce (25,8% głosów), za Alejandro Toledo (36,5%), a przed Lourdes Flores (24,3%). W drugiej turze wyborów 3 czerwca przegrał jednakże z Alejandrem Toledo, zdobywając 48% głosów poparcia. García jako lider Amerykańskiego Ludowego Sojuszu Rewolucyjnego (APRA) pozostał liderem opozycji.

### II kadencja prezydencka

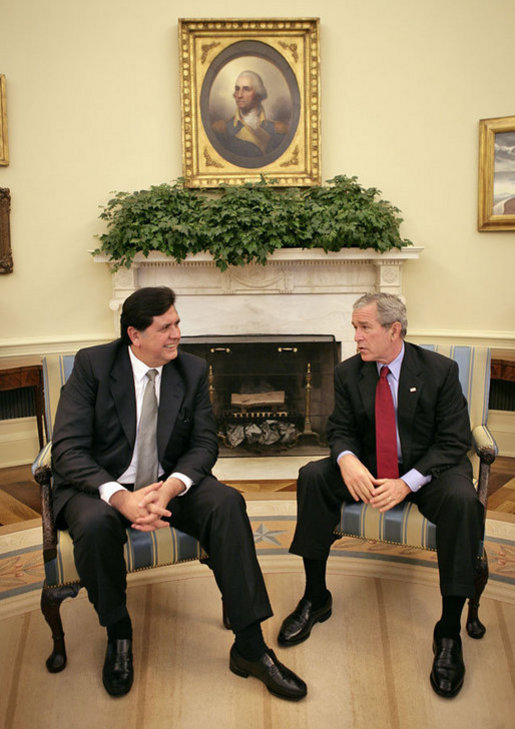
Alan García z prezydentem USA G. W. Bushem, 2006

Swoją kolejną kampanię prezydencką rozpoczął w lutym 2005 r. W I turze wyborów prezydenckich 9 kwietnia 2006 r. zajął drugie miejsce (24,3% głosów), za Ollantą Humalą (30,6%) i przed Lourdes Flores (23,8%). W II turze wyborów 4 czerwca, z wynikiem 53,6% głosów poparcia pokonał swojego rywala. 28 lipca 2006 został oficjalnie zaprzysiężony na stanowisku szefa państwa.
Jako prezydent, mianował szefem rządu Jorge del Castillo, swojego dawnego prawnika oraz rzecznika kampanii prezydenckiej w roku 2001. Pierwszą poważną porażką prezydenta było odrzucenie w styczniu 2007 r. przez Kongres Republiki Peru prezydenckiego projektu ustawy wprowadzającej karę śmierci dla terrorystów Świetlistego Szlaku, co zapowiadał już w trakcie kampanii wyborczej.
5 października 2008 r. w Peru wybuchł kryzys polityczny po tym, jak w mediach opublikowano nagranie ujawniające korupcję rządu i członków partii APRA przy zawieraniu kontraktu z norweską firmą naftową. W rezultacie 10 października cały gabinet Jorge Del Castillo podał się do dymisji. 11 października García desygnował na stanowisko nowego szefa rządu Yehude Simona.
Wiosną 2009 w Peru doszło do wybuchu kryzysu politycznego i sporu pomiędzy rządem premiera Simona a ludnością indiańską o zasady eksploatacji zasobów naturalnych w Amazonii, w wyniku którego zginęły co najmniej 34 osoby. W konsekwencji 11 lipca 2009 prezydent García nowym rządu mianował Javiera Velásqueza. Pozostał on na stanowisku do 14 września 2010. Zrezygnował wówczas z urzędu, by móc wziąć udział w wyborach prezydenckich w 2011, a prezydent nowym premierem mianował José Antonio Changa.
W marcu 2010 premier Chang podał się do dymisji z przyczyn osobistych, a nowym premierem została mianowana Rosario Fernández. Wybory prezydenckie w 2011 wygrał Ollanta Humala, który zastąpił Garcię na stanowisku 28 lipca 2011. APRA nie wystawił własnego kandydata. Druga prezydentura Garcii charakteryzowała się stałą koniunkturą gospodarczą kraju, z relatywnie wysokim wzrostem gospodarczym na poziomie 7% rocznie, a także stosunkowo niską inflacją wynoszącą mniej niż 3%.

### Śmierć
17 kwietnia 2019 popełnił samobójstwo, podczas próby aresztowania go przez peruwiańską policję pod zarzutem korupcji. Kiedy mundurowi weszli na posesję byłego prezydenta, ten targnął się na swoje życie, poprzez strzał w głowę. Został przewieziony do szpitala, gdzie zmarł.

## Publikacje
Był autorem kilkunastu książek opisujących życie społeczne w Peru i Ameryce Łacińskiej. Większość z nich można znaleźć w Bibliotece Narodowej Peru. Przykładowe publikacje:
- A la inmensa mayoría: discursos (1988)
- El futuro diferente (1989)
- El desarme financiero: pueblo y deuda en América Latina (1989)
- La revolución regional (1990)
- La defensa de Alan García (1991)
- El nuevo totalitarismo (1992)
- El mundo de Machiavello (1994)
- La falsa modernidad (1997)
- Siete tesis erróneas del neoliberalismo en América Latina (1997)
- Mi Gobierno hizo la regionalización (1999)
- La década infame: deuda externa 1990–1999 (2000)
- Modernidad y política en el siglo XXI: globalización con justicia social (2003)
- Sierra Exportadora – Empleo, Modernidad y Justicia en Los Andes (2005)